# Campionati del mondo di ciclismo su strada 1958 - Gara in linea maschile Professionisti
La venticinquesima edizione della gara in linea maschile Professionisti dei Campionati del mondo di ciclismo su strada si è svolta il 31 agosto 1958 su un circuito di 19,77 km da ripetere 14 volte per un percorso totale di 276,78 km con partenza ed arrivo da Reims, in Francia. La vittoria è stata appannaggio dell'italiano Ercole Baldini il quale ha completato il percorso in 7h29'32", alla media di 36,94 km/h, precedendo i francesi Louison Bobet e André Darrigade.
Accreditati alla partenza 75 ciclisti, dei quali 67 presero il via e 26 hanno portato a termine la competizione.

## Il percorso
Circuito con 3 colli da superare.

## Squadre partecipanti
| N.      | Cod. | Squadra        |
| ------- | ---- | -------------- |
| 1-8     | RFT  | Germania Ovest |
| 11      | ARG  | Argentina      |
| 21      | AUS  | Australia      |
| 31-33   | AUT  | Austria        |
| 41-48   | BEL  | Belgio         |
| 51      | DEN  | Danimarca      |
| 61-68   | ESP  | Spagna         |
| 71-78   | FRA  | Francia        |
| 81-88   | GBR  | Gran Bretagna  |
| 91      | IRL  | Irlanda        |
| 101-108 | ITA  | Italia         |
| 111-114 | LUX  | Lussemburgo    |
| 121-128 | NLD  | Paesi Bassi    |
| 131-138 | SUI  | Svizzera       |

## Ordine d'arrivo (Top 10)
| Pos. | Corridore            | Squadra     | Tempo    |
| ---- | -------------------- | ----------- | -------- |
| 1    | Ercole Baldini       | Italia      | 7h29'32" |
| 2    | Louison Bobet        | Francia     | a 2'09"  |
| 3    | André Darrigade      | Francia     | a 3'47"  |
| 4    | Vito Favero          | Italia      | s.t.     |
| 5    | Jean Forestier       | Francia     | s.t.     |
| 6    | Valentin Huot        | Francia     | s.t.     |
| 7    | Hans Junkermann      | Germania O. | s.t.     |
| 8    | Martin van der Borgh | Paesi Bassi | a 4'25"  |
| 9    | Frans Aerenhouts     | Belgio      | a 4'40"  |
| 10   | Klaus Bugdahl        | Germania O. | s.t.     |